# Línea 4 (autobuses urbanos de Granada)
La línea 4 es una línea regular de autobús urbano de la ciudad española de Granada. Es operada por la empresa Transportes Rober.
Realiza el recorrido comprendido entre Bobadilla y Torre de la Pólvora, a través del eje Avenida de la Constitución-Gran Vía. Tiene una frecuencia media de 5 a 10 minutos.

## Recorrido
La línea une los barrios de La Chana y Zaidín, los dos más poblados, con el centro de la ciudad. Comienza en la pedanía de Bobadilla, a 2 kilómetros de Granada. Tras recorrer la principal avenida de La Chana se incorpora al tramo común de la mayoría de las líneas entre avenida de la Constitución y Reyes Católicos, aunque en este punto se desvía del resto a través de la calle Recogidas. Tras pasar por el Camino de Ronda recorre el barrio del Zaidín para conectar con el Estadio Nuevo Los Cármenes.
Enlaza con el Metropolitano de Granada en Villarejo, Recogidas, Alcázar Genil, y Los Cármenes.
Casi la totalidad de su flota está compuesta de autobuses de chasis doble. Han sido utilizados como en ocasiones relacionadas con partidos de fútbol en el estadio de Los Cármenes.
Los tiempos de espera de esta línea, la línea principal de sistema de transporte, han aumentado los fines de semana a casi 30 minutos.